# Ciak d'oro per il migliore montaggio
Il Ciak d'oro per il migliore montaggio è un premio assegnato nell'ambito dei Ciak d'oro a un montatore in un film di produzione italiana. Viene assegnato attraverso una giuria tecnica composta da giornalisti e esperti del settore dal 1986.

## Vincitori e candidati
I vincitori sono indicati in grassetto, a seguire gli altri candidati.

### Anni 1980
- 1986 – Nino Baragli, Ugo De Rossi e Ruggero Mastroianni per Ginger e Fred[1]
  - Amedeo Salfa per Festa di laurea
  - Mirco Garrone per La messa è finita
  - Tinto Brass per Miranda
  - Anna Rosa Napoli per Piccoli fuochi
  - Ruggero Mastroianni per Speriamo che sia femmina
  - Nino Baragli per Troppo forte
- 1987 – Francesco Malvestito per La famiglia[1]
  - Mirco Garrone per Diavolo in corpo
  - Roberto Perpignani per Il caso Moro
  - Carla Simoncelli per Storia d'amore
  - Sergio Montanari per Stregati
- 1988 – Gabriella Cristiani per L'ultimo imperatore[1]
  - Mirco Garrone per Notte italiana
  - Enzo Meniconi per Oci ciornie
  - Franco Fraticelli per Opera
  - Claudio Di Mauro per Soldati - 365 all'alba
- 1989 – Roberto Perpignani per I ragazzi di via Panisperna[1]
  - Mauro Bonanni per Gli invisibili
  - Rita Olivati per Ladri di saponette
  - Alfredo Muschietti per Mignon è partita
  - Mario Morra per Nuovo Cinema Paradiso

### Anni 1990
- 1990 – Claudio Di Mauro per Scugnizzi[1]
  - Roberto Missiroli per Corsa di primavera
  - Claudio Di Mauro per Mery per sempre
  - Mirco Garrone per Palombella rossa
  - Anna Rosa Napoli per Stesso sangue
- 1991 – Franco Fraticelli per Ragazzi fuori[1]
  - Gabriella Cristiani per Il tè nel deserto
  - Claudio Cormio per L'aria serena dell'ovest
  - Simona Paggi per Porte aperte
  - Rita Rossi e Anna Missoni per Volere volare
- 1992 – Silvano Agosti per Uova di garofano[1]
  - Angelo Nicolini per Chiedi la luna
  - Angela Monfortese per I 600 giorni di Salò
  - Claudio Di Mauro per Il muro di gomma
  - Mirco Garrone per Il portaborse
- 1993 – Rita Rossi per Stefano Quantestorie[2]
  - Ruggero Mastroianni per Diario di un vizio
  - Jacopo Quadri per Morte di un matematico napoletano
  - Mauro Bonanni per Nero.
  - Nino Baragli per Puerto Escondido
- 1994 – Nino Baragli per Jona che visse nella balena[3]
  - Mirco Garrone per Caro diario
  - Mauro Bonanni per Mille bolle blu
  - Massimo Fiocchi per Sud
  - Claudio Cormio per Un'anima divisa in due
- 1995 – Giuseppe Tornatore per Una pura formalità[1]
  - Francesca Calvelli per Il sogno della farfalla
  - Simona Paggi per Lamerica
  - Cecilia Zanuso per Pasolini, un delitto italiano
  - Dedè Dedevitiis e Vilma Conte per Strane storie
- 1996 – Cecilia Zanuso per Ferie d'agosto[4]
  - Claudio Di Mauro per Al di là delle nuvole
  - Carla Simoncelli per Ivo il tardivo e Vite strozzate
  - Jacopo Quadri per L'amore molesto
  - Antonio Siciliano per Viaggi di nozze
- 1997 – Luca Gasparini, Claudio Cormio per Tutti giù per terra[1]
  - Fabio Nunziata per Il caricatore
  - Enzo Meniconi per La mia generazione
  - Giogiò Franchini per Pianese Nunzio, 14 anni a maggio
  - Mirco Garrone per Vesna va veloce
- 1998 – Giogiò Franchini per Tano da morire[1]
  - Angelo Nicolini per Aprile
  - Mauro Bonanni per Il bagno turco (Hamam)
  - Francesca Calvelli per Il principe di Homburg
  - Jacopo Quadri per Ovosodo
- 1999 – Jacopo Quadri per L'assedio[1][5]
  - Simona Paggi per Così ridevano
  - Marco Spoletini per Così è la vita
  - Luigi Faccini per Giamaica
  - Giuseppe M. Gaudino e Roberto Perpignani per Giro di lune tra terra e mare

### Anni 2000
- 2000 – Jacopo Quadri per Garage Olimpo[6]
  - Claudio Di Mauro per Come te nessuno mai
  - Paolo Marzoni per E allora mambo!
  - Mauro Bonanni per Harem Suare
  - Massimo Fiocchi per Preferisco il rumore del mare
- 2001 – Claudio Di Mauro per L'ultimo bacio[7]
  - Claudio Cormio per Chiedimi se sono felice
  - César Meneghetti per Gostanza da Libbiano
  - Esmeralda Calabria per La stanza del figlio
  - Babak Karimi per Placido Rizzotto
- 2002 – Francesca Calvelli per L'ora di religione[8]
  - Paolo Cottignola per Il mestiere delle armi
  - Luciana Pandolfelli per Luna rossa
  - Jacopo Quadri e Letizia Caudullo per Paz!
  - Walter Fasano per Santa Maradona
- 2003 – Marco Spoletini per L'imbalsamatore e Velocità massima[9]
  - Cecilia Zanuso per El Alamein - La linea del fuoco[10]
  - Massimo Fiocchi per Io non ho paura[10]
  - Patrizio Marone per La finestra di fronte[10]
  - Claudio Di Mauro per Ricordati di me[10]
- 2004 – Jacopo Quadri per L'odore del sangue e The Dreamers - I sognatori[11]
  - Francesca Calvelli per Buongiorno, notte
  - Claudio Di Mauro per Che ne sarà di noi
  - Fabio Nunziata per Il ritorno di Cagliostro
  - Massimo Fiocchi per Mi piace lavorare (Mobbing) e L'amore ritorna
- 2005 – Giogiò Franchini per Le conseguenze dell'amore[12]
  - Claudia Uzzo, Daniele Ciprì e Franco Maresco per Come inguaiammo il cinema italiano - La vera storia di Franco e Ciccio
  - Simona Paggi per Le chiavi di casa
  - Francesca Calvelli per Private
  - Clelio Benevento, Lorenzo Macioce per Un silenzio particolare
- 2006 – Esmeralda Calabria per Il caimano[13]
  - Claudio Di Mauro per Il mio miglior nemico
  - Cecilia Zanuso per La bestia nel cuore
  - Giogiò Franchini per Texas
  - Clelio Benevento per Viva Zapatero!
- 2007 – Mirco Garrone per Mio fratello è figlio unico[14]
  - Marco Spoletini per Anche libero va bene
  - Paolo Cottignola per Centochiodi
  - Francesca Calvelli per In memoria di me
  - Libero De Rienzo per Sangue - La morte non esiste
- 2008 – Esmeralda Calabria per Biùtiful cauntri e Lascia perdere, Johnny![15]
  - Carlotta Cristiani per Giorni e nuvole
  - Paolo Cottignola per La giusta distanza
  - Giogiò Franchini per La ragazza del lago
  - Patrizio Marone per Parlami d'amore
- 2009 – Marco Spoletini per Gomorra e Il passato è una terra straniera[16]
  - Clelio Benevento per Fortapàsc
  - Luca Benedetti per Galantuomini
  - Cristiano Travaglioli per Il divo
  - Claudio Cormia per Tutta colpa di Giuda

### Anni 2010
- 2010 – Francesca Calvelli per Vincere[17]
  - Massimo Fiocchi per Happy Family
  - Giorgio Diritti e Paolo Marzoni per L'uomo che verrà
  - Esmeralda Calabria per L'uomo nero
  - Simone Manetti per La prima cosa bella
- 2011 – Jacopo Quadri per Noi credevamo[18]
- 2012 – Benni Atria per Diaz - Don't Clean Up This Blood[19]
  - Marco Spoletini per Corpo celeste
  - Carlo Simeoni per Il primo uomo
  - Francesca Calvelli per Romanzo di una strage
  - Cristiano Travaglioli per This Must Be the Place
- 2013 – Massimo Quaglia per La migliore offerta[20]
  - Francesca Calvelli per Bella addormentata
  - Carlotta Cristiani per L'intervallo
  - Marco Spoletini per Reality
  - Giovanni Columbu per Su Re
- 2014 – Cecilia Zanuso per Il capitale umano[21]
  - Cristiano Travaglioli per La mafia uccide solo d'estate
  - Giogiò Franchini per Miele
  - Jacopo Quadri per Sacro GRA
  - Gianni Vezzosi per Smetto quando voglio
- 2015 – Cristiano Travaglioli per Anime nere[22]
  - Jacopo Quadri per Il giovane favoloso
  - Esmeralda Calabria per Il nome del figlio
  - Francesca Calvelli per Latin Lover e Hungry Hearts
  - Marco Spoletini per Le meraviglie
- 2016 – Jacopo Quadri per Fuocoammare[23]
  - Andrea Maguolo e Federico Conforti per Lo chiamavano Jeeg Robot
  - Consuelo Catucci per Perfetti sconosciuti
  - Gianni Vezzosi per Veloce come il vento
  - Cristiano Travaglioli per Youth - La giovinezza
- 2017 – Cecilia Zanuso per La pazza gioia[24]
  - Francesca Calvelli per Fai bei sogni
  - Roberto Siciliano per Il permesso - 48 ore fuori
  - Chiara Griziotti per Indivisibili
  - Fabio Guaglione, Filippo Mauro Boni e Matteo Santi per Mine
- 2018 – Walter Fasano per Chiamami col tuo nome[25]
  - Federico Maria Maneschi per Ammore e malavita
  - Carlotta Cristiani, Giorgio Garini per Il colore nascosto delle cose
  - Stefano Cravero per Nico, 1988
  - Consuelo Catucci per The Place
- 2019 – Marco Spoletini per Dogman[26]
  - Giogiò Franchini per Euforia[27]
  - Gianni Vezzosi per Il primo re[27]
  - Desideria Rayner per Ricordi?[27]
  - Chiara Vullo per Sulla mia pelle[27]

### Anni 2020
- 2020 – Francesca Calvelli per Il traditore[28]
- 2021 – Francesca Calvelli per Marx può aspettare
  - Paola Freddi e Antonio Cellini per Assandira
  - Marco Spoletini per Il silenzio grande
  - Massimo Fiocchi per Lasciami andare
  - Benni Atria per Le sorelle Macaluso
  - Jacopo Quadri per Qui rido io